# Andy Nicholson (scenografo)
Andy Nicholson (...) è uno scenografo statunitense, candidato all'Oscar alla miglior scenografia per Gravity (2013).
Prima di intraprendere la carriera di scenografo, ha lavorato come art director a film come Il mistero di Sleepy Hollow, Troy, La fabbrica di cioccolato, La bussola d'oro, The Bourne Ultimatum - Il ritorno dello sciacallo, RocknRolla, Wolfman e Captain America - Il primo Vendicatore.

## Filmografia parziale
- The Host, regia di Andrew Niccol (2013)
- Gravity, regia di Alfonso Cuarón (2013)
- Divergent, regia di Neil Burger (2014)
- Assassin's Creed, regia di Justin Kurzel (2016)
- Jurassic World - Il regno distrutto (Jurassic World: Fallen Kingdom), regia di Juan Antonio Bayona (2018)
- Captain Marvel, regia di Anna Boden e Ryan Fleck (2019)
- Red Notice, regia di Rawson Marshall Thurber (2021)